# Five Points (Floryda)
Five Points – jednostka osadnicza w Stanach Zjednoczonych, w stanie Floryda, w hrabstwie Columbia.